# Monte del Pardo

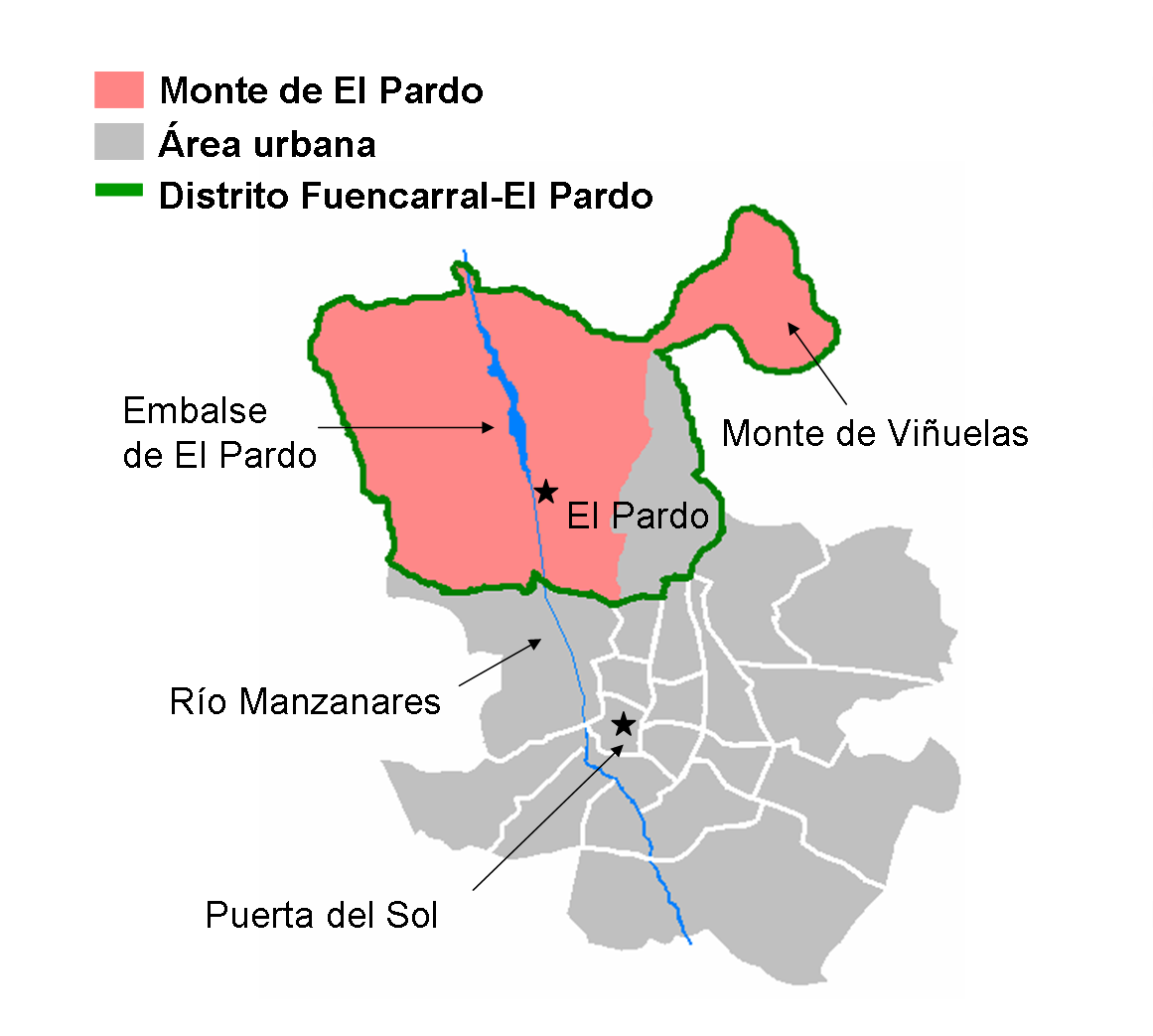
Localização do Monte de El Pardo no município de Madrid.

O Monte de El Pardo é uma zona arborizada situada no extremo norte do município de Madrid, em Espanha; está totalmente integrado no espaço urbano, tal como o Monte de Viñuelas, contíguo a este. Ocupa mais que um quarto da área total (26,4%) da capital espanhola.
É uma floresta típica do clima mediterrânico, sendo uma das mais importantes deste tipo na Comunidade de Madrid e uma das mais bem conservadas da Europa, tanto no que diz respeito à flora (120 espécies catalogadas), como também à sua fauna (aproximadamente 200 espécies vertebradas. Estende-se ao longo do rio Manzanares, por mais de 16 mil hectares, e encontra-se integrado no Parque Regional de la Cuenca Alta del Manzanares. Em 1987, foi declarado Zona Especial de Protecção para Aves (ZEPA).
No seu interior fica o Palacio Real de El Pardo.